# God Save the Queen (canción de Sex Pistols)
«God Save the Queen» es una canción y el segundo sencillo del grupo musical británico punk Sex Pistols y la fuente de una de sus tantas polémicas. Fue lanzado junto a «Did You No Wrong» en el Reino Unido el 27 de mayo de 1977.

## Historia
El sencillo fue considerado por el público y la parte más conservadora de Inglaterra en general como un ataque directo a la Reina Isabel II y una burla hacia la Corona británica. De hecho, el título es una copia directa del himno nacional británico, God Save the Queen (en español, Dios salve a la reina). La polémica principal se suscitó específicamente por la línea "Dios salve a la reina, el régimen fascista; te han convertido en un idiota, una potencial bomba de hidrógeno" y por la famosa frase "There is no future in England's dreaming" (en español: "no hay futuro en el sueño de Inglaterra"). Además, pronuncia la palabra Save (salve) como Shave (afeitar).
A pesar de que en un principio se creyó que el sencillo fue emitido especialmente por el aniversario de la reina, el grupo musical negó esto en reiteradas oportunidades. El baterista Paul Cook dijo años después que "ni siquiera sabían que era su aniversario y no fue premeditado para que sea más chocante". Por otro lado, el vocalista Johnny Rotten explicó que "no se escribe una canción como «God Save the Queen» porque odies a los ingleses. Se escribe una canción así porque los amas y estás cansado de que los maltraten". Por sus palabras se puede deducir que su intención era evocar simpatía por la clase obrera en desmedro del poder monárquico y no atacar particularmente a la Reina Isabel.
El 7 de junio de 1977, el día del aniversario en cuestión, la banda intentó tocar la canción desde un bote navegando por el río Támesis, justo frente al Palacio de Westminster. Después de un altercado entre Jah Wobble, un amigo de los integrantes que luego sería bajista de la banda de Johnny Rotten Public Image Ltd., con un cámara, el grupo y varios de sus acompañantes fueron arrestados.
El sencillo llegó al #2 en el UK Singles Chart oficial de la BBC, sin embargo, ha existido siempre el rumor -nunca confirmado ni negado- de que fue mantenido a raya del número 1 (logrado por «I Don't Want to Talk About It» de Rod Stewart) porque podría ofender al público y a la Corona. Por otro lado, llegó al #1 en la lista no oficial de NME. Con el tiempo, la canción fue vetada en todos los medios de comunicación de la BBC y algunas tiendas decidieron no vender el sencillo.
Uno de los más afectados por la polémica fue el mismo Rotten, que fue amenazado e incluso atacado con un cuchillo a la salida de un pub. Esto fue debido, según especulaciones, no sólo a que él era el líder del grupo y compositor de la canción, sino también a razones de tipo religioso, ya que aunque el resto de los miembros de la banda no fueron agredidos, o no con tanta violencia como con Rotten, Rotten se había criado en un ambiente católico y era de origen irlandés. Esta especulación no es verificable, pero es posible que fuese uno de los factores que influyeron en los que atacaron a Johnny Rotten.
La frase "no future" se convertiría en todo un himno para el movimiento punk, a pesar de que su uso en «God Save the Queen» es ambiguo y según algunos no tiene las connotaciones nihilistas que otros le atribuyeron posteriormente.
Poco antes de firmar con la compañía Virgin, unas pocas copias del sencillo fueron lanzadas por A&M Records. Estas rarísimas copias están entre los discos más caros del Reino Unido, a un precio de £13,000 en 2006.
«God Save the Queen» fue incluida en el álbum de estudio Never Mind the Bollocks, Here's the Sex Pistols y en muchas recopilaciones posteriores como Flogging a Dead Horse. Además, la canción alcanzó el número 173 en la Lista de Rolling Stone de las 500 mejores canciones de todos los tiempos, convirtiéndose en una de los dos temas del grupo, con «Anarchy in the U.K.», incluidos en la lista. Según el sitio agregador de listas Acclaimed Music, es la 40.ª canción más aclamada por los críticos de todos los tiempos.

## Versiones
La canción fue versionada por Anthrax en el EP Armed and Dangerous y por Motörhead en el álbum We Are Motörhead, así como en un sencillo lanzado en 2000.
En España también fue versionada por el cantautor punk Manolo Kabezabolo en su álbum Ya hera ora (1995).